# كارل جورج كريستيان شوماخر
كارل جورج كريستيان شوماخر (بالألمانية: Carl Georg Christian Schumacher)‏ هو مصمم ليثوغراف ورسام ألماني، ولد في 14 مايو 1797 في باد دوبران في ألمانيا، وتوفي في 22 يونيو 1869 في شفيرين في ألمانيا.